# Ивлев, Дмитрий Данилович (филолог)
Дмитрий Данилович Ивлев (латыш. Dmitrijs Ivļevs; 6 мая 1932, Чебоксары, Нижегородский край — 19 сентября 2009) — советский, латвийский и российский филолог, доктор наук. Специалист по культуре раннесоветской эпохи, в особенности по творчеству Владимира Маяковского и по «формальной школе» в русской филологии; с 1962 года работал в Латвийском университете.

## Биография
Отец филолога — Данил Осипович Ивлев (1905—1969), преподаватель, функционер образования, участник Великой Отечественной войны, кавалер орденов Отечественной войны обеих степеней и Красной Звезды. Брат — Дюис Данилович (1930—2013) — доктор физико-математических наук, специалист по механике.
Окончил филологический факультет Московского государственного университета (1955), аспирантуру там же при кафедре советской литературы (1962).
Автор статей в Краткой литературной энциклопедии (за статью «ОПОЯЗ» был подвергнут партийной критике как «апологет формализма»), Латвийской советской энциклопедии, Литературном энциклопедическом словаре.
С 1974 по 1992 год заведовал кафедрой русской литературы Латвийского университета.

## Труды
- Методологические проблемы поэтики в советском литературоведении 20-х годов. (кандидатская диссертация, защищена в 1969 году)
- Ритмика Маяковского и традиции русского классического стиха. — Рига, 1973. — 106 с.
- Русская советская лирика 1917 — начала 1930-х гг. Типологические аспекты. — Рига: Латвийский ГУ, 1981. — 122 с.
- Русская советская лирика 1917 — начала 1930-х годов. Типология и история (докторская диссертация, защищена в 1984 году)
- Поэма В. В. Маяковского «Владимир Ильич Ленин». — М.: Высшая школа, 1986. — 2-е изд., испр. и доп. — 109,[2] с.
- Маяковский. Журналистское, редакторско-издательское и художественно-публицистическое творчество 1911—1917. — М.: РУДН, 2008. — 115 с.

избранные статьи
- ОПОЯЗ // Краткая литературная энциклопедия. — Т. 5. — М.: Советская энциклопедия, 1968.  Архивная копия от 6 марта 2021 на Wayback Machine
- Социологический метод // КЛЭ, т. 7, 1972
- «Формальный метод» // КЛЭ, т. 8, 1975
- «Формальный метод» в литературоведении // Большая советская энциклопедия. — Т. 27. — М.: Советская энциклопедия, 1977. — 3-е изд. — С. 541—542.